# Riunione dei capi di governo del Commonwealth
La riunione dei capi di governo del Commonwealth (in inglese: Commonwealth Heads of Government Meeting, abbreviata in CHOGM) è un vertice biennale a cui partecipano tutti i capi di governo dei paesi del Commonwealth. L'incontro si tiene ogni due anni in un diverso stato membro ed è presieduto dal rispettivo primo ministro o presidente, che diventa Presidente in carica fino al successivo incontro. La regina Elisabetta II, in quanto capo del Commonwealth, partecipò a tutti gli incontri dal 1973 a Ottawa fino al 2011 a Perth; nel 2013 si fece rappresentare dal Principe del Galles a Colombo, per poi riprendere la partecipazione del 2015 a Malta e nel 2018 a Londra. Nel 2022 fu nuovamente sostituita da Carlo, principe del Galles, nel Ruanda. Dal 1944 al 1971 questa riunione si tenne a Londra nota come Conferenza dei primi ministri del Commonwealth, tranne che nel 1966 la quale si tenne a Lagos. La prima CHOGM si tenne nel 1971.
In precedenza, la riunione CHOGM ha discusso questioni politiche relative a questioni attuali o in corso che coinvolgono i paesi membri. Tra questi, CHOGM ha discusso la questione della politica dell'apartheid in Sudafrica e di come fermarla. I colpi di Stato in Pakistan e Figi. La questione della negligenza elettorale in Zimbabwe. Spesso i paesi membri concordano su una serie di idee e proposte e rilasciano dichiarazioni congiunte come la Dichiarazione di Langkawi.

## Elenco delle riunioni
| Anno | Data                     | Paese             | Città              | Sede riunione             | Presidente        | Capo del Commonwealth |
| ---- | ------------------------ | ----------------- | ------------------ | ------------------------- | ----------------- | --------------------- |
| 1971 | 14–22 gennaio            | Singapore         | Singapore          | nessuna                   | Lee Kuan Yew      | Elisabetta II         |
| 1973 | 2–10 agosto              | Canada            | Ottawa             | Mont-Tremblant            | Pierre Trudeau    | Elisabetta II         |
| 1975 | 29 aprile – 6 maggio     | Giamaica          | Kingston           | nessuna                   | Michael Manley    | Elisabetta II         |
| 1977 | 8–15 giugno              | Regno Unito       | Londra             | Hotel Gleneagles          | James Callaghan   | Elisabetta II         |
| 1979 | 1–7 agosto               | Zambia            | Lusaka             | Lusaka                    | Kenneth Kaunda    | Elisabetta II         |
| 1981 | 30 settembre – 7 ottobre | Australia         | Melbourne          | Canberra                  | Malcolm Fraser    | Elisabetta II         |
| 1983 | 23–29 novembre           | India             | Nuova Delhi        | Goa                       | Indira Gandhi     | Elisabetta II         |
| 1985 | 16–22 ottobre            | Bahamas           | Nassau             | Lyford Cay                | Lynden Pindling   | Elisabetta II         |
| 1986 | 3–5 agosto               | Regno Unito       | Londra             | nessuna                   | Margaret Thatcher | Elisabetta II         |
| 1987 | 13–17 ottobre            | Canada            | Vancouver          | Okanagan                  | Brian Mulroney    | Elisabetta II         |
| 1989 | 18–24 ottobre            | Malaysia          | Kuala Lumpur       | Langkawi                  | Mahathir Mohamad  | Elisabetta II         |
| 1991 | 16–21 ottobre            | Zambia            | Harare             | Victoria Falls            | Robert Mugabe     | Elisabetta II         |
| 1993 | 21–25 ottobre            | Cipro             | Limassol           | nessuna                   | Glafcos Clerides  | Elisabetta II         |
| 1995 | 10–13 novembre           | Nuova Zelanda     | Auckland           | Millbrook Resort          | Jim Bolger        | Elisabetta II         |
| 1997 | 24–27 ottobre            | Regno Unito       | Edimburgo          | St Andrews                | Tony Blair        | Elisabetta II         |
| 1999 | 12–14 novembre           | Sudafrica         | Durban             | George                    | Thabo Mbeki       | Elisabetta II         |
| 2002 | 2–5 marzo                | Australia         | Coolum             | nessuna                   | John Howard       | Elisabetta II         |
| 2003 | 5–8 dicembre             | Nigeria           | Abuja              | Aso Rock                  | Olusegun Obasanjo | Elisabetta II         |
| 2005 | 25–27 novembre           | Malta             | Valletta           | Mellieħa                  | Lawrence Gonzi    | Elisabetta II         |
| 2007 | 23–25 novembre           | Uganda            | Kampala            | Munyonyo                  | Yoweri Museveni   | Elisabetta II         |
| 2009 | 27–29 novembre           | Trinidad e Tobago | Port of Spain      | Laventille Heights        | Patrick Manning   | Elisabetta II         |
| 2011 | 28–30 ottobre            | Australia         | Perth              | Kings Park                | Julia Gillard     | Elisabetta II         |
| 2013 | 15–17 novembre           | Sri Lanka         | Colombo            | Sri Jayawardenepura Kotte | Mahinda Rajapaksa | Elisabetta II         |
| 2015 | 27–29 novembre           | Malta             | Valletta; Mellieħa | Fort St Angelo            | Joseph Muscat     | Elisabetta II         |
| 2018 | 19–20 aprile             | Regno Unito       | Londra             | Castello di Windsor       | Theresa May       | Elisabetta II         |
| 2022 | 21-23 giugno             | Ruanda            | Kigali             | Kigali Convention Centre  | Paul Kagame       | Elisabetta II         |
| 2023 | 5-6 maggio               | Regno Unito       | Londra             | nessuna                   | Rishi Sunak       | Carlo III             |
| 2024 | sarà annunciata          | Samoa             | Apia               | Da determinare            | Da determinare    |                       |